# Hrastelnica
Hrastelnica falu Horvátországban, Sziszek-Monoszló megyében. Közigazgatásilag Sziszekhez tartozik.

## Fekvése
Sziszek belvárosától 6 km-re északkeletre, a Száva bal partján fekszik.

## Története
A település neve 1221-ben tűnik fel először „Horostuncha” alakban. A zágrábi káptalan sziszeki uradalmának része volt. 1546-ban „Hraztylnycha” néven szerepel. A 16. században a település határába kisméretű gerendavárat építettek, mely a török elleni Szávamenti védelmi vonal része volt. Hrastelnicát valószínűleg a török veszély csökkenésével 17. században telepítették be. 1773-ban az első katonai felmérés térképén „Dorf Hrasztolnicza” néven szerepel. A falunak 1857-ben 640, 1910-ben 946 lakosa volt.
A 20. század első éveiben a kilátástalan gazdasági helyzet miatt sokan vándoroltak ki a tengerentúlra. 1918-ban az új szerb-horvát-szlovén állam, majd később Jugoszlávia része lett. A második világháború idején a Független Horvát Állam része volt. A háború után a béke időszaka köszöntött a településre. Enyhült a szegénység és sok ember talált munkát a közeli városban. A falu 1991. június 25-én a független Horvátország része lett. 2011-ben 897 lakosa volt.

## Népesség
| Lakosság változása | Lakosság változása | Lakosság változása | Lakosság változása | Lakosság változása | Lakosság változása | Lakosság változása | Lakosság változása | Lakosság változása | Lakosság változása | Lakosság változása | Lakosság változása | Lakosság változása | Lakosság változása | Lakosság változása | Lakosság változása |
| ------------------ | ------------------ | ------------------ | ------------------ | ------------------ | ------------------ | ------------------ | ------------------ | ------------------ | ------------------ | ------------------ | ------------------ | ------------------ | ------------------ | ------------------ | ------------------ |
| 1857               | 1869               | 1880               | 1890               | 1900               | 1910               | 1921               | 1931               | 1948               | 1953               | 1961               | 1971               | 1981               | 1991               | 2001               | 2011               |
| 640                | 722                | 745                | 872                | 863                | 946                | 966                | 921                | 818                | 824                | 1.020              | 1.102              | 1.172              | 1.006              | 946                | 897                |

## Nevezetességei
- Illés próféta tiszteletére szentelt modern római katolikus temploma.
- A Fájdalmas Szűzanya tiszteletére szentelt kis kápolnája.
- Hrasztelnica 16. századi gerendavárának maradványai.
- Védett épület az 59. szám alatti népi építésű hagyományos lakóház.[5] A ház 1908-ban épült, L alaprajzú épület. A földszint falazott, míg az emelet tölgyfa deszkából készült, kivéve az északnyugati bővítést, ami a földszinten is téglából épült. A ház egyszerűen megtervezett, gazdag díszítések és faragások nélkül. Az udvaron a hagyományos ház mellett egy gazdasági épület is található. Építészeti és néprajzi értékkel bír, és a kevés hagyományos épületek közé tartozik ezen a területen.